# Peter Berke
Peter Berke (madžarsko Berke Péter, hrvaško Petar Berke), hrvaški pisatelj slovenskega rodu * 11. maj 1733, Globoka pri Štrigovi, † ok. 1798, Legrad.
Peter Berke je bil rojen v Globoki pri Ljutomeru v današnji Sloveniji. Takrat je Globoka spadala pod faro Štrigova (Hrvaška). Izviral je iz znane prekmruske plemiške družine Berke. Njegov oče je bil Egregius Janez pl. Berke, mati pa Judita pl. Szolcsanyi. Botrovala sta mu Mihael in Marija Helbang. Družina je imela posesti in podložnike v krajih Rakičan, Turščica, Dvorišče, ter Štrigova. Bili so tudi finančni podporniki samostanov, saj je Suzana Berke roj. pl. Keresztury leta 1740 samustanu v Sveti Jeleni darovala 1000 forintov. Študiral je humanistične vede v Varaždinu in Zagrebu, študij pa je končal na dunajski univerzi in na Univerzi v Bonnu. Spisal je knjigo Zgodovina device Marije (Gradec, 1762) in zgodovino svetišča Marije Bistrice (Kinch oszebujni szlavnoga Orszaga Horvatzkog, 1756).

## Dela
- Kinch oszebujni szlavnoga Orszaga Horvatzkog (1756)
- Zgodovina device Marije (Gradec, 1762)